# Деньо Денев
Деньо Тодоров Денев е български поет и писател. Роден е на 29 декември 1946 г. в град Сливен. Завършил е Техникум по механотехника в родния си град и ВХТИ „Проф. д-р Асен Златаров“ в Бургас, по специалност е инженер-химик. Работил е и като учител, но всъщност работи предимно като журналист.
Деньо Денев е издал двадесет и четири книги с поезия, критика и публицистика.
За творчеството му са писали редица критици и писатели, сред които Панко Анчев, Здравко Недков, Минко Бенчев, Иван Цветков, Петър Тонков, Светлозар Игов, Иван Станчев, Иван Гранитски, Йордан Калайков, Йорданка Йорданова, и др. Съставител на антологията „Двеста български поети от двадесети век“ (издателство „Захарий Стоянов“, 2003). Редактирал е десетки книги на автори от цялата страна. Повече от 30 години на доброволни начала е художествен ръководител на литературния клуб „Йордан Йовков“ при Военния клуб в Сливен. Негови творби са преведени на руски, украински, гръцки, немски, иврит, испански, китайски и други езици. Носител на Националните литературни награди „Атанас Далчев“ (2004), „Дамян Дамянов“ (2012), „Милош Зяпков“ (2013), „Добри Чинтулов“ (2013). Главен редактор е на вестник „Сливенско дело – независим“. Член на Съюза на българските писатели, на Българския ПЕН център. През 2011 г. издателство „Аксентс пъблишинг“ в Лексингтън, Кентъки, САЩ издава лирическата (на два езика) книга на поета „Мравки“. Живее и работи като журналист в родния си град Сливен.

## Творчество
- Денев, Деньо. Ахилесова душа.   Варна, Георги Бакалов, 1982. с. 32.
- Денев, Деньо. Надежда за победителя.   Варна, Георги Бакалов, 1990. с. 48.
- Денев, Деньо. Кръвните телца на светлината.   Сливен, Литера Принт, 1992. с. 56.
- Денев, Деньо. Време за полудяване. Тъга по България.   Варна, Роял-77, 1994. с. 45.
- Денев, Деньо. Книга за мама.   Варна, Роял-77, 1996. с. 30.
- Денев, Деньо. Месия.   Стара Загора, Литера принт, 1996. с. 59.
- Денев, Деньо. Есенен апокалипсис.   Сливен, Обнова, 2002. с. 44.
- Денев, Деньо. Блуждаещ огън.   София, Захарий Стоянов, 2005. с. 270.
- Денев, Деньо. Лекуване с алкохолни екстракти.   София, Колхида, 2006. с. 272.

## За него
- Гиндева, Динка. Пътешествие сред думи и звезди. В поетическия свят на Деньо Денев.   София, Захарий Стоянов, 2000. с. 64.